# Statuette der Nike (NAMA 161)

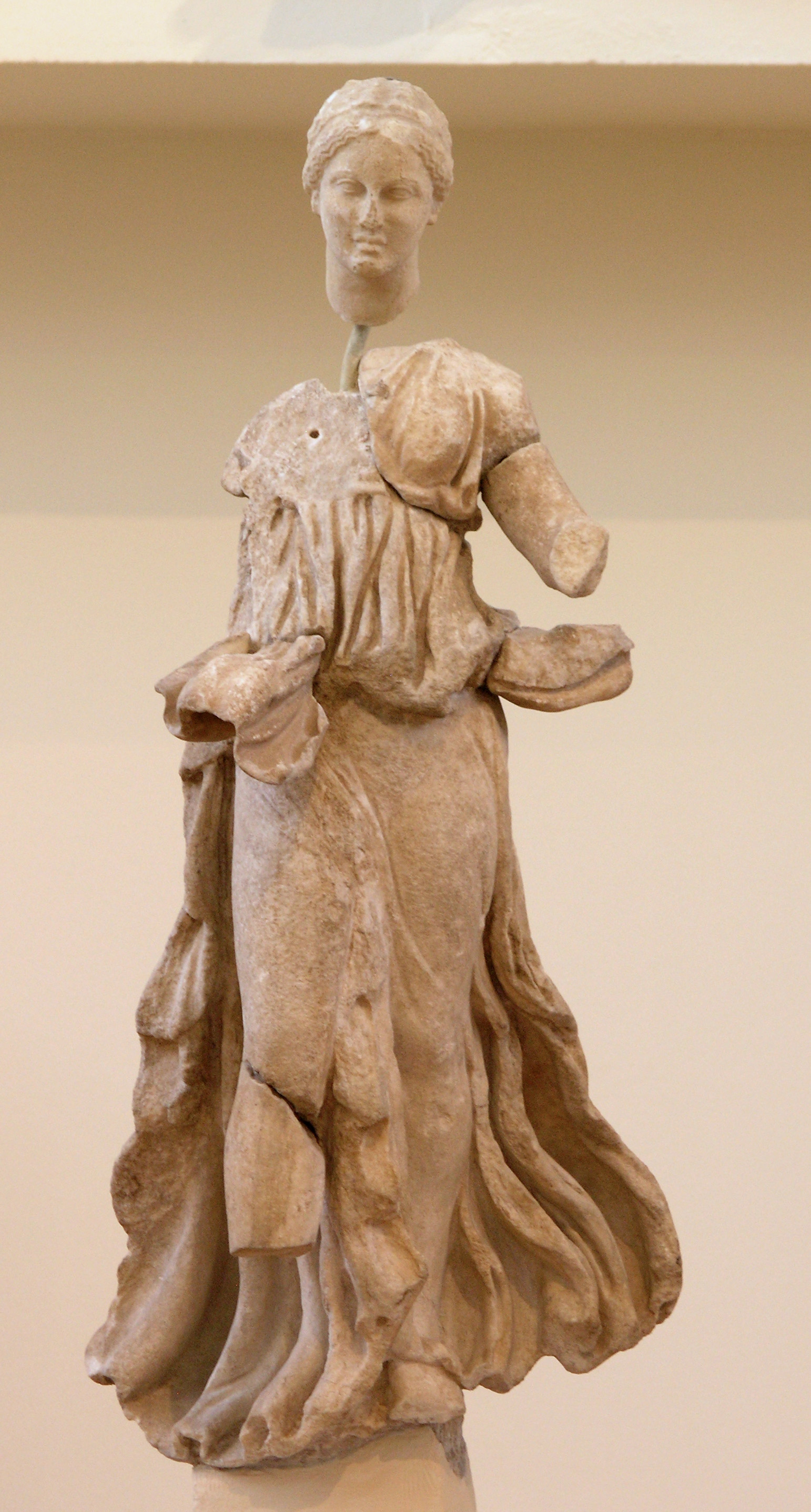
Seitenansicht

Die Statuette der Nike im Archäologischen Nationalmuseum Athen (NAMA) mit der Inventarnummer 161 wird ins späte 4. Jahrhunderts v. Chr. datiert.
Die Epidauros gefundene Statuette wurde aus Parischem Marmor gefertigt und ist mit einer Höhe von 0,86 m unterlebensgroß. Sie ist in großen Fragmenten erhalten. Der rechte Arm, Teile des rechten Oberkörpers im Brustbereich, der linke Unterarm, der untere Teil des rechten Unterschenkels einschließlich des Fußes sowie der linke Fuß fehlen. Der rechte Arm und der Kopf sind wieder angepasst, der Kopf jedoch ohne direkt am Torso anzusetzen. Nike trägt einen lakonischen Peplos, der unter der Brust gegürtet ist. Das linke Bein ist ebenso wie die nicht mehr vorhandene linke Brust frei und symbolisiert somit eine fliegende Bewegung. Die separat hergestellten Marmorflügel, die an der Rückseite angesetzt wurden, sind nicht mehr erhalten. Die Statuette war eine Akroterfigur des linken östlichen Pediments des Artemistempels von Epidauros und gehörte damit zu einer Gruppe solcher Figuren (NAMA 160, NAMA 159).